# ウマ娘 プリティーダービー 熱血ハチャメチャ大感謝祭!
『ウマ娘 プリティーダービー 熱血ハチャメチャ大感謝祭!』（ウマむすめ プリティーダービー ねっけつハチャメチャだいかんしゃさい!）は、アークシステムワークスが開発しCygamesより2024年8月30日に発売されたゲームソフト。略称は「ハチャウマ」。対応プラットフォームはNintendo Switch・PlayStation 4・Microsoft Windows（Steam配信）。Switch版はパッケージでの販売も行われる。

## 概要
『ウマ娘 プリティーダービー』の初のコンソール機向けタイトル。2023年6月21日配信の「Nintendo Direct 2023.6.21」内で発表された。
トレセン学園で毎年春と秋に「ファン大感謝祭」が開催し、ウマ娘たちが「ハチャメチャGP（グランプリ）」に挑むという内容。ウマ娘のグラフィックはドット絵で描かれ、背景グラフィックはドットのテクスチャの3Dモデルで描かれる。

## 主な種目
ファン大感謝祭 大障害
障害物を乗り越えて1位を目指すレース。グラウンドの上のみならず学園を飛び出して商店街、民家でも駆け抜け、アイテムなども駆使して進み続ける。
バスケット奪取 ステークス
4人体制のバスケットボールで、ギミックやアイテムを駆使してボールをゴールに叩き込む。
ウマドッジ チャンピオンシップ
最後の1人に生き残るまでのバトルロイヤルドッジボール。
ボールをタイミングよくキャッチするとスキルゲージが溜まり、スキルを発動できるようになる。
大食い ダービー
チームメイトに料理を沢山運んで大食いを競う。運ぶ側と食べる側の両方がコンボやスキルを活用し、食欲の限界に挑む。
同じ色の皿の料理を食べさせ続けるとコンボとなり、食べるスピードが速くなる。

## 登場キャラクター

### プレイアブルキャラクター
5人1組のチーム構成となっている。
チーム〈コスモス〉
ストーリーは「夢のその先へ」。
スペシャルウィーク
声 - 和氣あず未
コスモスのリーダー。
エルコンドルパサー
声 - 髙橋ミナミ
キングヘイロー
声 - 佐伯伊織
グラスワンダー
声 - 前田玲奈
セイウンスカイ
声 - 鬼頭明里
チーム〈フリージア〉
ストーリーは「まだ見ぬ景色に、皆で立つ」。
サイレンススズカ
声 - 高野麻里佳
フリージアのリーダー。
エアグルーヴ
声 - 青木瑠璃子
マチカネフクキタル
声 - 新田ひより
メジロドーベル
声 - 久保田ひかり
メジロブライト
声 - 大西綺華
チーム〈ローズ〉
ストーリーは「協力同心、重なる力」。
トウカイテイオー
声 - Machico
ローズのリーダー。
ゴールドシップ
声 - 上田瞳
シンボリルドルフ
声 - 田所あずさ
ツルマルツヨシ
声 - 青山吉能
メジロマックイーン
声 - 大西沙織
チーム〈リリィ〉
ストーリーは「百花繚乱! 進めよ乙女」。
スティルインラブ
声 - 宮下早紀
リリィのリーダー。タイトルロゴにシルエットが描かれている。
アストンマーチャン
声 - 井上ほの花
ウオッカ
声 - 大橋彩香
スイープトウショウ
声 - 杉浦しおり
ダイワスカーレット
声 - 木村千咲
チーム名不明
ゲーム内の条件を満たすと使用可能になる。
キタサンブラック
声 - 矢野妃菜喜
オグリキャップ
声 - 高柳知葉
サトノダイヤモンド
声 - 立花日菜
ミスターシービー
声 - 天海由梨奈
ハッピーミーク
声 - 吉咲みゆ

### プレイアブルキャラクター（DLC）
有料ダウンロードコンテンツを購入する事で使用可能になる。
DLC Vol.1 チーム〈アイリス〉
ドゥラメンテ
声 - 秋奈
シュヴァルグラン
声 - 夏吉ゆうこ
サウンズオブアース
声 - MAKIKO
サトノクラウン
声 - 鈴代紗弓
ロイスアンドロイス
声 - 田辺留依
DLC Vol.2 チーム〈ゼラニウム〉
ジャングルポケット
声 - 藤本侑里
アグネスタキオン
声 - 上坂すみれ
マンハッタンカフェ
声 - 小倉唯
ダンツフレーム
声 - 福嶋晴菜
フジキセキ
声 - 松井恵理子
DLC Vol.3 チーム〈プリムラ〉
サクラローレル
声 - 真野美月
サムソンビッグ
声 - 根本京里
マーベラスサンデー
声 - 三宅麻理恵
マヤノトップガン
声 - 星谷美緒
ナリタブライアン
声 - 衣川里佳

### その他
駿川 たづな（）
中央トレセン学園の学園長秘書。
「大食い ダービー」の仕掛けとして登場。カートに乗せた料理を運んでくる。
部室モードではショップを担当。

## ゲームモード

### ストーリーモード
各チームに設定されたストーリーを進めつつ、他チームとの対戦でポイントを獲得して優勝を目指す。

### 部室モード
部室内のウマ娘の挙動や会話を楽しめるモード。
ストーリーモードで獲得した「トレセンポイント」を使って家具等を購入し、部室に配置する。配置したものによって、ウマ娘達が様々なアクションを見せる。

### ゴルシちゃんの大冒険Ⅱ
さらわれたマックイーンを救出すべくゴールドシップが立ち向かう、というストーリーのミニゲーム。
横スクロールの2Dシューティングゲーム。レベルアップや装備品によるパワーアップが可能。

## 主題歌
どどっと優勝！大感謝祭!!!
スペシャルウィーク（和氣あず未）、サイレンススズカ（高野麻里佳）、トウカイテイオー（Machico）、オグリキャップ（高柳知葉）、ゴールドシップ（上田瞳）、ウオッカ（大橋彩香）、ダイワスカーレット（木村千咲）、グラスワンダー（前田玲奈）、メジロマックイーン（大西沙織）、エルコンドルパサー（髙橋ミナミ）、シンボリルドルフ（田所あずさ）、エアグルーヴ（青木瑠璃子）、セイウンスカイ（鬼頭明里）、スイープトウショウ（杉浦しおり）、マチカネフクキタル（新田ひより）、ミスターシービー（天海由梨奈）、メジロドーベル（久保田ひかり）、キングヘイロー（佐伯伊織）、サトノダイヤモンド（立花日菜）、キタサンブラック（矢野妃菜喜）、ツルマルツヨシ（青山吉能）、メジロブライト（大西綺華）、アストンマーチャン（井上ほの花）、スティルインラブ（宮下早紀）、ハッピーミーク（吉咲みゆ）による主題歌。
作詞・作曲は前山田健一、編曲は藤原燈太。